# 성우
성우(聲優, 문화어: 배음사(配音士))는 배우와는 다르게, 애니메이션, 라디오 드라마, 드라마 CD, 비디오 게임, 영화, 외화 더빙 등 주로 목소리로 연기하는 직업을 말한다.
내레이터와는 달리, 캐릭터(등장인물)등의 대사를 더빙하거나 목소리 녹음(애프터 레코딩)을 한다. 또한, 성우의 이름 앞에 CV가 붙은 것을 볼 수 있는데, 이는 캐릭터 보이스 (character voice)의 줄임말로 그 캐릭터의 목소리를 담당하는 성우임을 가리킨다. 이 말은 1980년대 후반에 일본의 애니메이션 잡지 《아니메크》에서 처음으로 실린 조어로 그 뒤, 《아니메크》의 스탭이 카도카와 쇼텐으로 이적하여 창간한 《월간 뉴타입》에 사용하여 보급되었다. 영어로 성우는 voice actor/actress라고 하나, voice over talent, voice over actor, voice talent, voice artist라고도 한다.), 일본제 애니메이션 팬 사이에서는 일본의 성우를 가리켜 seiyū라고 부르기도 한다. 중국어로는 配音員 페이인원[*] 또는 配音演员 페이인엔원[*], 일본어로는 声優 세이유[*]라고 한다.
성우는 목소리만 송출되는 특성 상 대본을 읽으면서 연기해도 되기 때문에 배우와는 달리 기억력이 좋지 않아도 상관없다.

## 업무 내용

### 목소리 삽입·더빙
성우라는 직업의 근간이 되는 일. 자신이 담당하는 대사를 연기하면서 그것을 녹음한다.
성우는 표정이나 몸으로 연기하는 것이 아니라 목소리 만으로 연기하기에 쉬울 것 같지만, 몸을 사용하지 않는 만큼 목소리만으로 표현해야 하기 때문에 굉장히 어렵고, 진입장벽이 매우 높은 직업이다.
남자와 여자는 본질적으로 목소리 톤이 다르기 때문에 애니메이션의 애프터 레코딩이나 외화의 더빙 등에서 여자 성우가 남자(특히 소년, 어린 남자 아이)의 목소리를 연기하는 경우는 많지만, 반대로 남자 성우가 여자의 목소리를 담당하는 일은 거의 없다(어린 남자 아이의 목소리도). 특히 남자 성우가 소녀, 어린 여자 아이의 목소리를 담당한 유형은 전무나 다름없다.
한편 어린이의 경우 교육 및 역량 문제와 더불어 시청자들의 목소리에 대한 인식 문제로 인해 성우로 사용되는 경우가 많지 않다.

### 애니메이션
애니메이션의 경우 화면을 보면서 타이밍에 맞춰 자신이 담당하는 캐릭터의 대사를 말하는 애프터 레코딩과, 사전에 대사를 더빙해 두는 프리스코어링, 두 가지 방법이 있다. 일본에서는 애프터 레코딩이 주류를 이루고 있고 화면에 그려진 캐릭터의 연기에 목소리를 맞추는 경우가 일반적이다. 그러나 실제로 현장에서는 제작 스케줄에 따라 만들다 만 화면이나, 정지 화면, 완전히 그려지지 않은 상황에서 연기해야 하는 경우도 많다.

### 외화
외화·해외 드라마·영화·뉴스·다큐멘터리를 더빙하는 경우에는 화면을 보는 것과 동시에 들리는 원어의 대사에 맞춰 녹음한다.
기본적으로 원어의 목소리는 사라지지만, 원어도 작게 남기고 그 위에 자국어로 덮어씌우는 보이스오버의 방식도 있다. 보이스 오버는 주로 뉴스나 초기 해외 드라마 등에서 쓰인 방법으로 애니메이션과 마찬가지로 애프터 레코딩이나 프리스코어링이라고 부르기도 한다.

### 게임
게임의 경우 게임의 진행에 맞춰 각각의 음성 데이터를 선택하여 재생한다는 성격상 애니메이션과 크게 다르다. 여러사람이 모여 녹음하는 것이 아니라 한명씩 개별 적으로 녹음하는 것이 일반적으로 자신의 대사만 줄줄이 나열된 대사를 보면서 타이밍에 맞춰 녹음한다. 그렇기 때문에 공연자이더라도 얼굴을 마주하는 경우가 없는 케이스도 많다.
CD-ROM 보급이 시작된 1980년대부터 급속히 증가한 성우들의 주요 업무 중 하나이다.

### 라디오 드라마·드라마 CD
외화의 더빙이나 애니메이션의 레코딩과 달리 캐릭터의 연기에 맞출 필요가 없어 자유도가 높다. 그렇기 때문에 성우 자신의 캐릭터의 해석이나 연기력이 요구되기도 한다. 즉, 팬이나 청취자가 생각하는 캐릭터 이미지에 얼마나 가깝게 표현하는가가 요구되는 것이다.
애니메이션이나 영화를 드라마화 한 것은 애니메이션에 출연한 성우가 연기를 하지만, 그렇지 않은 문화작품이나 창작 라디오 드라마에서는 일반 배우나 신인 배우가 연출하는 방송도 적지 않다. 드라마 CD화 된 후 애니메이션으로 제작되는 경우 담당 성우가 전부 바뀌는 경우가 많다.
일본에서는 소설이나 만화, 애니메이션 작품 등 미디어 믹스의 일환으로 드라마 CD가 제작되는 경우가 많으나 한국에서는 아직 널리 보급된 문화는 아니다.

### 내레이션
CM(광고)·라디오 프로그램·TV 프로그램·PR 비디오 등의 원고를 읽고 그것을 녹음한다. 프로그램을 해설하기도 한다. 성우의 주 분야 중 하나이기도 하지만 배우나 아나운서가 녹음하는 경우도 많다.
높은 기량을 필요로 하기 때문에 경력이 오래된 베테랑 성우가 주로 기용된다. 보이스 샘플이라 불리는 데몬스트레이션 용의 음성 샘플이 기용에 큰 역할을 한다. 캐릭터 내레이션, 스트레이트 내레이션도 있다.

### 가수 활동
주로 일본의 성우에 해당한다. 자신의 이름으로 가수로서 활동하는 성우도 있으나, 엄밀히 말하면 본래의 성우 업무는 아니다. 하지만 최근에는 애니메이션에서 주연 혹은 주연급의 배역을 받으면 그 애니메이션의 주제가를 부르는 경우가 있다. (작사를 맡는 경우도 있다.) 팬층을 겨냥한 미디어 믹스의 일환으로 애니메이션의 캐릭터가 노래를 부른다는 설정으로 애니메이션의 캐릭터 명의로 CD를 발매하는 경우도 흔하다. 마찬가지로 가수활동을 하고 있는 성우이더라도 자신의 이름으로 발매한 노래와, 목소리를 연기한 캐릭터로서 부른 노래는 곡조나 창법이 매우 다른 예도 적지 않다. 캐릭터 송을 부르는 경우에는 캐릭터의 톤으로 노래를 소화해내야 하기도 한다. 특히 애니메이션을 중심으로 활약하는 성우의 경우에는 기본적인 업무 중 하나이다. 또한 목소리를 연기하는 캐릭터의 설정이 가수이거나 노래를 잘한다는 이유로 노래를 부르고 CD를 내는 경우도 있다.
다른 장르의 가수와 비교하면, 레코드 회사와 전속 계약의 제약사항이 적어 소속한 회사 외에서도 캐릭터 송 명의로 CD를 발매하는 경우도 많다.

### 라디오 진행
이것도 가수 활동과 마찬가지로 일본의 성우에 해당한다. 대한민국에서는 각 방송사 주체로 유명 연예인이나 해당 방송사 아나운서 등을 기용하여 방송하지만 일본에서는 성우가 진행을 맡기도 한다. 과거에는 일부를 제외하고 지방 방송국이 그 대부분이었으나, 1990년대에 들어오면서 분카 방송 등 수도권 라디오 방송국에서도 급증하고 있다. 특정 애니메이션이나 게임 등의 제휴로 일정 기간동안 방송하는 경우도 있지만 인기가 많으면 여러 해 계속되는 경우도 있다. 그 중에는 10년을 넘기는 장기 프로그램도 있다.
최근에는 비용이 저렴하게 들고 청취자 수도 접속수로 알 수 있는 인터넷 라디오의 진출도 활발하다.

### 그 외
기업의 교육 비디오 출연 및 나레이션, 이벤트 사회, 녹음된 프로그램 안내 메시지, 녹음된 백화점 안내, 출연작품 관련 또는 자신의 명의로 각종 이벤트 출연, 애니메이션 정보 프로그램의 사회나 인터뷰 등.
일본에서는 역, 노선 버스등의 공공 교통 기관의 아나운스(자동 방송)으로 아나운서의 목소리나 합성 음성이 자주 사용되지만 최근에는 성우 목소리가 들어간 경우도 많다. 덧붙여 이들의 경우, 성우 이름이 공표되는 것은 기업 방침에 따라 달라진다.
DTM 제작용의 음성 합성 엔진의 컴퓨터 소프트 《보컬로이드 2》의 캐릭터 보컬 시리즈에서는, 음악 관계자를 채용하는데 뜻대로 되지 않는 것부터 음성 샘플링을 맡을 성우를 선택하는 것까지 난항을 겪어 성우를 기용하지 않았다. 그러나 결과적으로 성우를 기용하지 않은 것이 히트 제품이 된 것으로부터 이것도 현재에는 성우의 업무 영역 분야로서 사실상 인지되고 있는 면이 있다.

## 참여 연령
대한민국의 성우는 기본적으로 만 19세 이상의 남녀를 기준으로 각 방송사 성우극회에서 공채를 선발하며 남성의 경우 군필에 속하는 기준으로 선발할 수 있다. 여성의 경우 만 19세 이상이면 고졸 및 대졸과 무관하게 누구나 가능하다.
만 19세 미만의 미성년자 성우는 공채하지 않으며 별도의 아역 성우도 없다. 아역의 경우 여성 성우가 담당하는 경우가 많다. 가령 아역인 노하라 신노스케(신짱구) 역 성우인 박영남은 짱구는 못말려 성우진 중에서 되려 최고령이다.
일본의 성우는 한국과는 다르게 기본적으로 만 10세 이상의 남녀를 기준으로 각 성우 프로덕션 회사에서 선발하고 있으며 별도의 아역 성우가 있다.

## 기본 언어 및 대사
성우들은 출신지 등에 상관없이 현행 방송법 법령 및 규정에 따라 모든 기본 언어 및 대사는 표준어를 의무적으로 사용하도록 하고 있으며 녹음 대본 내용 역시 표준어를 기준으로 표기하고 있다. 이 같은 방침은 방송은 국민 및 시청자들에게 유익한 정보를 제공하고 사회에 기여한다는 취지에 따라 의사소통과 표현 등을 통해서 이를 올바르게 유도하고 이해를 할 수 있도록하는 방송법 법령 및 규정에 따른 것이다.
다만 예외가 있는 경우도 있다.
- 작중의 캐릭터가 특정 지방의 방언(사투리)을 사용하는 경우
- 작중의 캐릭터가 외국어를 사용하는 경우(한국인 기준)
- 작중의 캐릭터가 다소 언어가 서투르거나 어눌해보이는 경우
- 작중의 캐릭터가 특정 외계어 또는 특정하게 보이는 불명의 언어나 가상 언어 등을 사용하는 경우
- 작중의 캐릭터가 목이 쉬어서 말이 트이지 못하거나 언어장애 등이 있는 경우
- 작중의 캐릭터가 실어증 및 벙어리로 설정되어 나온 경우
- 작중의 캐릭터가 갓난아기인 경우
- 작중의 캐릭터가 동물인 경우

이 같은 경우는 캐릭터의 특성상 예외적으로 대사에 포함되고 있으며 방송상에서도 그대로 진행되고 있다.

## 미국의 성우

### 역사
미국에서는 오래전부터 주로 애니메이션을 만든 사람이 직접 그 캐릭터를 연기하는 경우가 많았는데, 특히 월트 디즈니가 증기선 윌리에서 미키 마우스와 미니 마우스를 연기한 것이 그 대표적인 예이다.
또한 이름이 알려진 영화배우나 코미디언이 성우를 겸하는 경우도 많은데 이는 지금까지도 흔한 경우이다.

### 극장용 애니메이션
미국에서는 주로 배우나 코미디언이 극장용 애니메이션의 캐릭터를 연기하는 경우가 많다. 예를 들어 라이온 킹은 초호화 캐스팅으로 손꼽히는 작품 중 하나로, 영화배우 매슈 브로더릭, 제러미 아이언스, 코믹배우네이선 레인등이 등장한다. 혹은 릴로 & 스티치에서처럼 감독이 주인공 목소리를 맡는 경우도 허다하다.

### 성우의 유형

#### 순수 성우
롭 폴슨, 제프 베넷, 타라 스트롱, 루시 테일러, 트레스 맥네일 등
- 동물, 괴물 소리 전문 성우: 프랭크 웰커, 디 브래들리 베이커

#### 감독, 작가, 애니메이터 겸 성우
댄 포벤마이어, 월트 디즈니, 제프 마시, 크리스 샌더스, 토니 안셀모 등

#### 가수, 배우 겸 성우
마일리 사이러스, 애슐리 티즈데일, 미첼 무소, 토머스 생스터, 네이선 레인, 에디 머피, 어니 사벨라 등

## 성우극회
지상파 및 케이블 방송사에서 사립상으로 설립한 성우극회이며 현재는 대한민국 성우들의 소속모임으로 구성된 집단이다. 일본의 성우는 극회가 없는 대신 가수, 연기배우와 같이 민간 소속사 제도를 통해서 여러 성우들이 해당 소속사 명의로 활동한다.
지상파 방송사 중 유일하게 SBS는 1990년 개국 이래로 별도의 성우극회를 두지 않았으며 케이블 채널인 애니맥스와 애니플러스는 각각 자막방송 체제 및 한일간 일본 애니메이션 동시방영 체제에 따라 별도의 성우극회를 두지 않고있다. 대신 이들 방송에서 출연하는 성우들은 타사 성우극회 소속 성우들을 투입하고 있다. 애니플러스의 경우 한일간 일본 애니메이션 동시방영 방송체제의 특성 때문에 일본어 전문 통번역가의 한국어 통번역본 자막을 통해서 방송을 하기 때문에 한국 성우를 따로 출연시키지 않았으나 케모노프렌즈 한국 방영을 통해서 한국 성우들을 출연시킨 적이 있다.

## 같이 보기
- KBS 성우극회
- MBC 성우극회
- EBS 성우극회
- 투니버스 성우극회
- 대교방송 성우극회
- CBS 성우극회
- CPBC 성우극회
- 대원방송 성우극회
- 대한민국의 성우
- 한국성우협회
- 위키백과에 저술되어 있는 성우 목록